# Gualöv
Gualöv è un'area urbana della Svezia situata nel comune di Bromölla, contea di Scania.
La popolazione risultante dal censimento 2010 era di 530 abitanti .